# Diplolaemus
Diplolaemus — рід ігуаноподібних ящірок родини Leiosauridae. Представники цього роду мешкають в Аргентині та Чилі.

## Види
Рід Diplolaemus нараховує 4 види:
- Diplolaemus bibronii Bell, 1843
- Diplolaemus darwinii Bell, 1843
- Diplolaemus leopardinus (F. Werner, 1898)
- Diplolaemus sexcinctus Cei, Scolaro & Videla, 2003

## Етимологія
Наукова назва роду Diplolaemus походить від сполучення слів дав.-гр. διπλος — подвійний і λαιμος — горло.